# Peillonnex
Peillonnex és un municipi francès situat al departament de l'Alta Savoia i a la regió d'Alvèrnia-Roine-Alps. L'any 2007 tenia 1.278 habitants.

## Demografia

### Població
El 2007 la població de fet de Peillonnex era de 1.278 persones. Hi havia 480 famílies de les quals 93 eren unipersonals (52 homes vivint sols i 41 dones vivint soles), 145 parelles sense fills, 212 parelles amb fills i 30 famílies monoparentals amb fills.
La població ha evolucionat segons el següent gràfic:
Habitants censats

### Habitatges
El 2007 hi havia 533 habitatges, 483 eren l'habitatge principal de la família, 36 eren segones residències i 14 estaven desocupats. 452 eren cases i 80 eren apartaments. Dels 483 habitatges principals, 378 estaven ocupats pels seus propietaris, 92 estaven llogats i ocupats pels llogaters i 13 estaven cedits a títol gratuït; 4 tenien una cambra, 19 en tenien dues, 58 en tenien tres, 124 en tenien quatre i 278 en tenien cinc o més. 451 habitatges disposaven pel capbaix d'una plaça de pàrquing. A 160 habitatges hi havia un automòbil i a 297 n'hi havia dos o més.

### Piràmide de població
La piràmide de població per edats i sexe el 2009 era:
| Homes | Edats   | Dones |
| ----- | ------- | ----- |
| 0     | 95 o +  | 0     |
| 0     | 90 a 94 | 0     |
| 12    | 85 a 89 | 8     |
| 0     | 80 a 84 | 4     |
| 0     | 75 a 79 | 28    |
| 12    | 70 a 74 | 12    |
| 12    | 65 a 69 | 16    |
| 28    | 60 a 64 | 28    |
| 24    | 55 a 59 | 16    |
| 60    | 50 a 54 | 32    |
| 52    | 45 a 49 | 52    |
| 32    | 40 a 44 | 32    |
| 52    | 35 a 39 | 48    |
| 52    | 30 a 34 | 60    |
| 32    | 25 a 29 | 24    |
| 24    | 20 a 24 | 28    |
| 24    | 15 a 19 | 12    |
| 40    | 10 a 14 | 36    |
| 44    | 5 a 9   | 36    |
| 36    | 0 a 4   | 44    |

## Economia
El 2007 la població en edat de treballar era de 854 persones, 672 eren actives i 182 eren inactives. De les 672 persones actives 637 estaven ocupades (347 homes i 290 dones) i 34 estaven aturades (14 homes i 20 dones). De les 182 persones inactives 52 estaven jubilades, 65 estaven estudiant i 65 estaven classificades com a «altres inactius».

### Ingressos
El 2009 a Peillonnex hi havia 508 unitats fiscals que integraven 1.372 persones, la mediana anual d'ingressos fiscals per persona era de 27.286 €.

### Activitats econòmiques
Dels 45 establiments que hi havia el 2007, 2 eren d'empreses extractives, 1 d'una empresa alimentària, 5 d'empreses de fabricació d'altres productes industrials, 6 d'empreses de construcció, 8 d'empreses de comerç i reparació d'automòbils, 1 d'una empresa de transport, 2 d'empreses d'hostatgeria i restauració, 1 d'una empresa financera, 4 d'empreses immobiliàries, 5 d'empreses de serveis, 4 d'entitats de l'administració pública i 6 d'empreses classificades com a «altres activitats de serveis».
Dels 11 establiments de servei als particulars que hi havia el 2009, 1 era un taller de reparació d'automòbils i de material agrícola, 2 paletes, 1 fusteria, 3 electricistes, 1 perruqueria, 1 restaurant, 1 agència immobiliària i 1 saló de bellesa.
Dels 2 establiments comercials que hi havia el 2009, 1 era una botiga de menys de 120 m² i 1 una botiga d'electrodomèstics.
L'any 2000 a Peillonnex hi havia 13 explotacions agrícoles que ocupaven un total de 385 hectàrees.

## Equipaments sanitaris i escolars
El 2009 hi havia una escola elemental.

## Poblacions més properes
El següent diagrama mostra les poblacions més properes.